# Découverte de Neptune

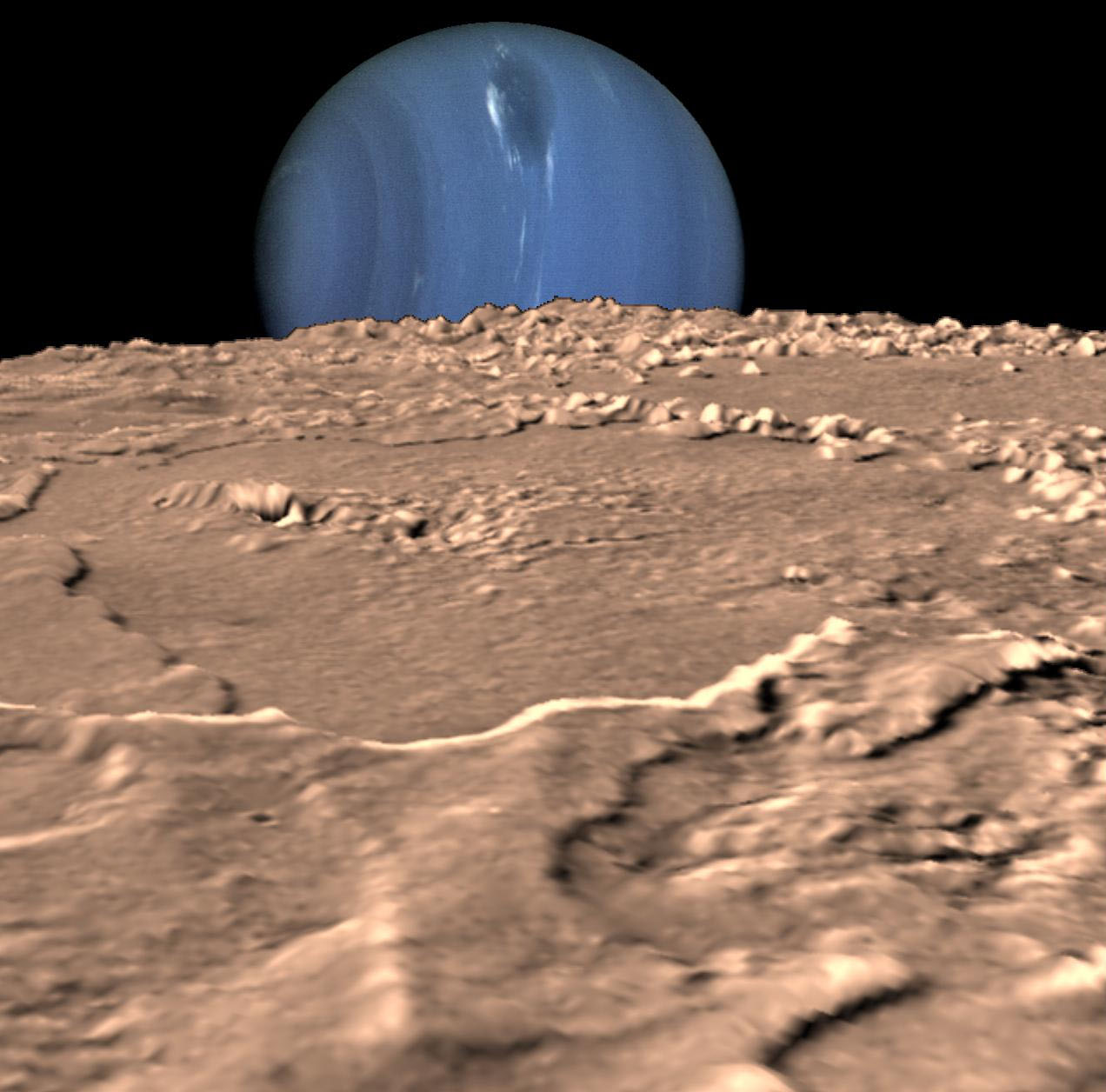
Image composite montrant la planète Neptune vue de sa lune Triton.

La découverte de Neptune est la première découverte d'un objet céleste réalisée grâce au calcul mathématique avant de l'être par l'observation. Longtemps objet de débats quant à sa paternité, elle est aujourd'hui attribuée sans conteste à l'astronome français Urbain Le Verrier, qui a prédit mathématiquement l'existence et la position de la planète. Les résultats de Le Verrier, publiés fin août 1846 après deux ans de calculs à partir de la trajectoire et des caractéristiques d'Uranus, conduisent l'astronome allemand Johann Gottfried Galle, assisté par son compatriote Heinrich Louis d'Arrest, à observer dans la nuit du 23 au 24 septembre 1846 à l'Observatoire de Berlin la planète à moins d'un degré de la position théorique déterminée par Le Verrier.
Rétrospectivement, on sait que Neptune avait été observée antérieurement par plusieurs astronomes parmi lesquels Galilée (dès 1612), Jérôme Lalande et John Herschel, mais ces derniers n'avaient pas détecté sa nature planétaire. La découverte mathématique de Neptune est considérée comme une confirmation de l'efficacité de la théorie de la gravitation de Newton. Comme le dit François Arago, « M. Le Verrier a aperçu le nouvel astre sans avoir besoin de jeter un seul regard vers le ciel ; il l'a vu au bout de sa plume ».
La paternité de la découverte a suscité une certaine controverse entre la France et l'Angleterre, où John Couch Adams a effectué des calculs antérieurs à Le Verrier mais insuffisamment fiables et trop peu précis sur la nature et la position du « corps perturbateur » de l'orbite d'Uranus.
La découverte de Neptune a aussi conduit à la découverte de sa lune Triton dix-sept jours plus tard par William Lassell.

## Premières observations
Neptune est invisible à l’œil nu car sa magnitude apparente n'est jamais inférieure à 7,7. Les premières observations de Neptune ne furent donc possibles qu'après l'invention du télescope. 
Neptune a été vue par Galilée en 1612-1613, Jérôme Lalande en 1795 et John Herschel en 1820, mais aucun n'a officiellement reconnu la planète à l'époque. Ces observations ont été très importantes plus tard pour déterminer avec précision l'orbite de Neptune. Neptune semble bien en évidence, même dans les premiers télescopes, ce qui apporte de la crédibilité aux premières observations.
Les dessins de Galilée montrent qu'il a observé Neptune le 28 décembre 1612 et à nouveau le 27 janvier 1613. Lors des deux observations, redécouvertes en 1980 par Charles T. Kowal, Galilée croit que Neptune est une étoile fixe. Au moment de sa première observation, Neptune était immobile dans le ciel parce qu'elle commençait à ce moment son mouvement rétrograde. Son mouvement a alors été jugé trop léger et sa taille apparente trop petite, pour être considérée comme une planète dans le petit télescope de Galilée. Cependant, en juillet 2009, le physicien David Jamieson de l'université de Melbourne a annoncé que Galilée était possiblement conscient qu'il avait découvert quelque chose d'inhabituel à propos de cette « étoile ». Dans un de ses carnets, Galilée a noté le déplacement d'une étoile en arrière-plan (Neptune) le 28 janvier et un point (position de Neptune) que le physicien a trouvé sur un croquis antérieur, tiré de la nuit du 6 janvier, établi dans une encre différente suggérant une recherche systématique parmi ses observations précédentes,,.
En 1847, Sears Cook Walker de l'Observatoire naval des États-Unis, a recherché des documents historiques et il a enquêté sur des observations antérieures possibles de la planète Neptune. Il a constaté que les observations faites par l'équipe de Jérôme Lalande à l'Observatoire de Paris en 1795 étaient en direction de la position de Neptune dans le ciel. Dans les observations du catalogue du 8 et du 10 mai 1795, une étoile a été observée dans la position approximative de Neptune. L'incertitude de la position a été notée par une virgule. Cette notation a également été utilisée pour indiquer une erreur d'observation, ce n'est qu'après examen des documents originaux de l'observatoire qu'il a été établi avec certitude que l'objet était Neptune et que l'erreur de position dans les nuits du 8 et 10 mai était due à celle de la planète en mouvement dans le ciel. La découverte, en 1795, de ces dossiers sur la position de Neptune a permis de calculer son orbite de façon plus précise.
John Herschel a observé Neptune en 1830 par hasard tout comme son père William Herschel a découvert Uranus en 1781. Dans une lettre de 1846 adressée à Friedrich Georg Wilhelm von Struve, Herschel note qu'il a observé Neptune lors d'un balayage du ciel le 14 juillet 1830. Même si son télescope était assez puissant pour apercevoir Neptune en un petit disque bleu, permettant ainsi de la distinguer d'une étoile, Herschel ne la reconnait pas à l'époque et pense que c'est une étoile.

## Irrégularités dans l'orbite d'Uranus

En position (a), la planète extérieure (Neptune) est « en avant » par rapport à la planète intérieure (Uranus), ce qui « tire en avant » et donc accélère la planète intérieure : cette dernière sera donc un peu en avance sur son mouvement non perturbé (par symétrie, la planète extérieure, que l'on cherche, est pour sa part « tirée en arrière » de façon symétrique). À l'inverse, en (b), la planète extérieure a été « doublée » par la planète intérieure, et la première se retrouve donc « en arrière » de la seconde. Cette dernière est alors « tirée en arrière » et freinée, et est donc « en retard » sur son mouvement non perturbé. C'est l'avance et le retard d'Uranus sur sa position non perturbée qui a permis de découvrir Neptune.

En 1781, Anders Johan Lexell est le premier à remarquer des irrégularités en calculant l'orbite d'Uranus. Il suggère qu'il pourrait y avoir d'autres planètes dans le Système solaire qui perturbent l'orbite de cette planète, considérant que le Système solaire s'étend aussi loin que 100 unités astronomiques.
En 1821, Alexis Bouvard publie des tables astronomiques de l'orbite d'Uranus, faisant des prédictions de positions futures basées sur les lois du mouvement de Newton et sur la gravitation. Des observations ultérieures révèlent des écarts importants dans les tables, amenant Bouvard à émettre l'hypothèse de certains corps perturbants. Ces irrégularités, ou « résidus », à la fois dans la longitude écliptique et à la distance au Soleil de la planète, pourraient s'expliquer par un certain nombre d'hypothèses. L'effet de la gravité du Soleil, à une si grande distance, pourrait différer de la description de Newton. Les écarts pourraient également tout simplement être des erreurs d'observation. Finalement, Uranus pouvait être perturbée par une huitième planète encore inconnue.
L’idée de l’existence d’une planète qui troublerait le mouvement d’Uranus était donc dans l’air bien avant l’intervention d'Adams et de Le Verrier, et il ne faut donc pas s’étonner que plusieurs astronomes aient essayé comme lui de prédire sa position par le calcul. D'ailleurs, dès avant 1840, Friedrich Wilhelm Bessel, qui avait insisté sur l’existence possible de « masses troublantes », avait chargé son élève Friedrich Wilhelm Flemming (1812-1840) de rassembler et de réduire les observations d’Uranus pour les comparer aux tables. Sans résultat, probablement à cause de la longue maladie du premier et la disparition prématurée du second.

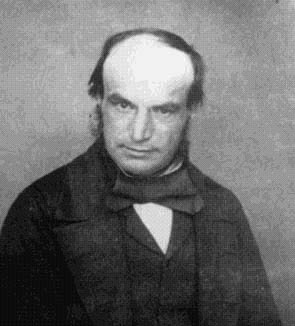
John Couch Adams.

John Couch Adams apprend les irrégularités de l'orbite d'Uranus alors qu'il est étudiant. Il est alors convaincu que l'hypothèse de la « perturbation » est bonne. Adams décide alors de calculer la masse, la position et l'orbite du corps perturbant en n'utilisant rien de plus que la loi de la gravitation universelle de Newton[réf. souhaitée]. 
En termes modernes, le problème est un problème inverse, c'est-à-dire une tentative de déduire les paramètres d'un modèle mathématique à partir des données observées. Bien que le problème soit simple pour les outils des mathématiques, à l'époque, il demande beaucoup de calculs laborieux à la main[réf. souhaitée]. 
Adams commence par supposer une position pour le corps hypothétique en utilisant la loi de Bode. Il calcule ensuite la trajectoire d'Uranus en utilisant la position supposée du corps troublant et calcule également la différence entre sa trajectoire calculée et les observations (ce qu'on appelle aujourd'hui les résidus). Il ajuste ensuite les caractéristiques du corps troublant de la façon suggérée par les résidus et répète le processus, par une approche similaire à celle de la régression[réf. souhaitée].
Le 13 février 1844, James Challis, directeur de l'Observatoire de Cambridge, demande, pour Adams, des données sur la position d'Uranus à l'astronome royal George Biddell Airy de l'Observatoire royal de Greenwich. Par la suite, Adams fait des retouches au moins jusqu'au 18 septembre 1845.

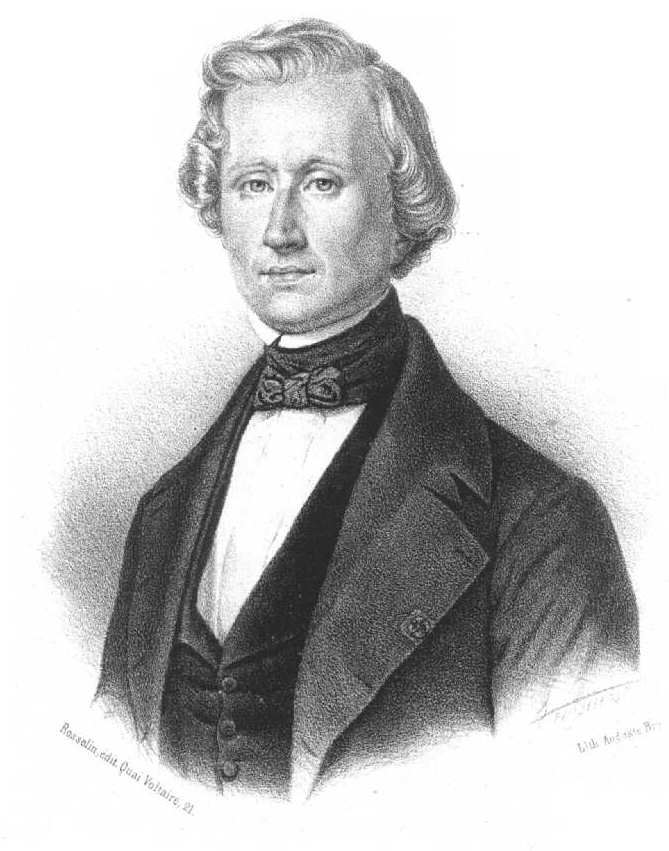
Urbain Jean-Joseph Le Verrier.

François Arago, qui est responsable de l’Observatoire de Paris, souhaite évidemment que le problème d’Uranus y soit traité. Alexis Bouvard mort, Arago ne voit personne à l’Observatoire qui soit capable d’aborder un problème aussi difficile. Au cours de l’été 1845, il demande à un jeune astronome extérieur à l’Observatoire, Urbain J.J. Le Verrier, de s’y attaquer. Peu après, le 10 novembre 1845, Le Verrier présente un mémoire sur Uranus à l'Académie des sciences de Paris, montrant que la théorie préexistante ne rendait pas bien son mouvement. Au courant des travaux d'Adams, il tente une enquête similaire et calcule la position du corps perturbateur proposé[réf. souhaitée]. Il présente ses résultats le 1er juin 1846 à l'Académie, rejetant toutes les autres hypothèses pouvant expliquer les écarts du mouvement d'Uranus :

« Je ne m’arrêterai pas, dit M. Le Verrier, à cette idée que les lois de la gravitation pourraient cesser d’être rigoureuses, à la distance du soleil où circule Uranus. [...] Je ne saurais croire davantage à la résistance de l’éther [...]
Les inégalités particulières d’Uranus seraient-elles dues à un gros satellite qui accompagnerait la planète ? Ces inégalités affecteraient alors une très-courte période ; et c’est précisément le contraire qui résulte des observations. D’ailleurs le satellite dont on suppose l’existence devrait être très-gros et n’aurait pu échapper aux observateurs.[...]
Serait-ce donc une comète qui aurait, à une certaine époque, changé brusquement l’orbite d’Uranus ? Mais alors la période des observations de cette planète de 1781 à 1820 pourrait se lier naturellement, soit à la série des observations antérieures, soit à la série des observations postérieures ; or, elle est incompatible avec l’une et l’autre.
Il ne nous reste ainsi d’autre hypothèse à essayer que celle d’un corps agissant d’une manière continue sur Uranus, et changeant son mouvement d’une manière très-lente. »

— Urbain Le Verrier, Les Merveilles de la science - La planète Neptune

## Course à la découverte

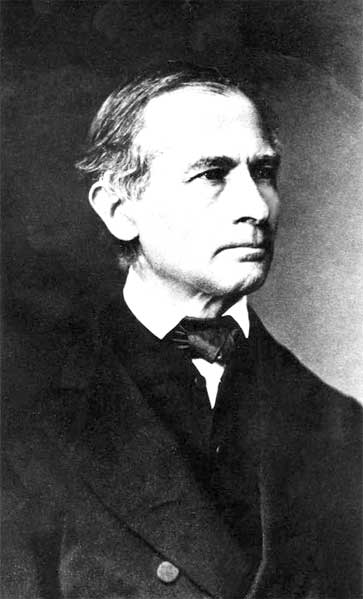
Johann Gottfried Galle.

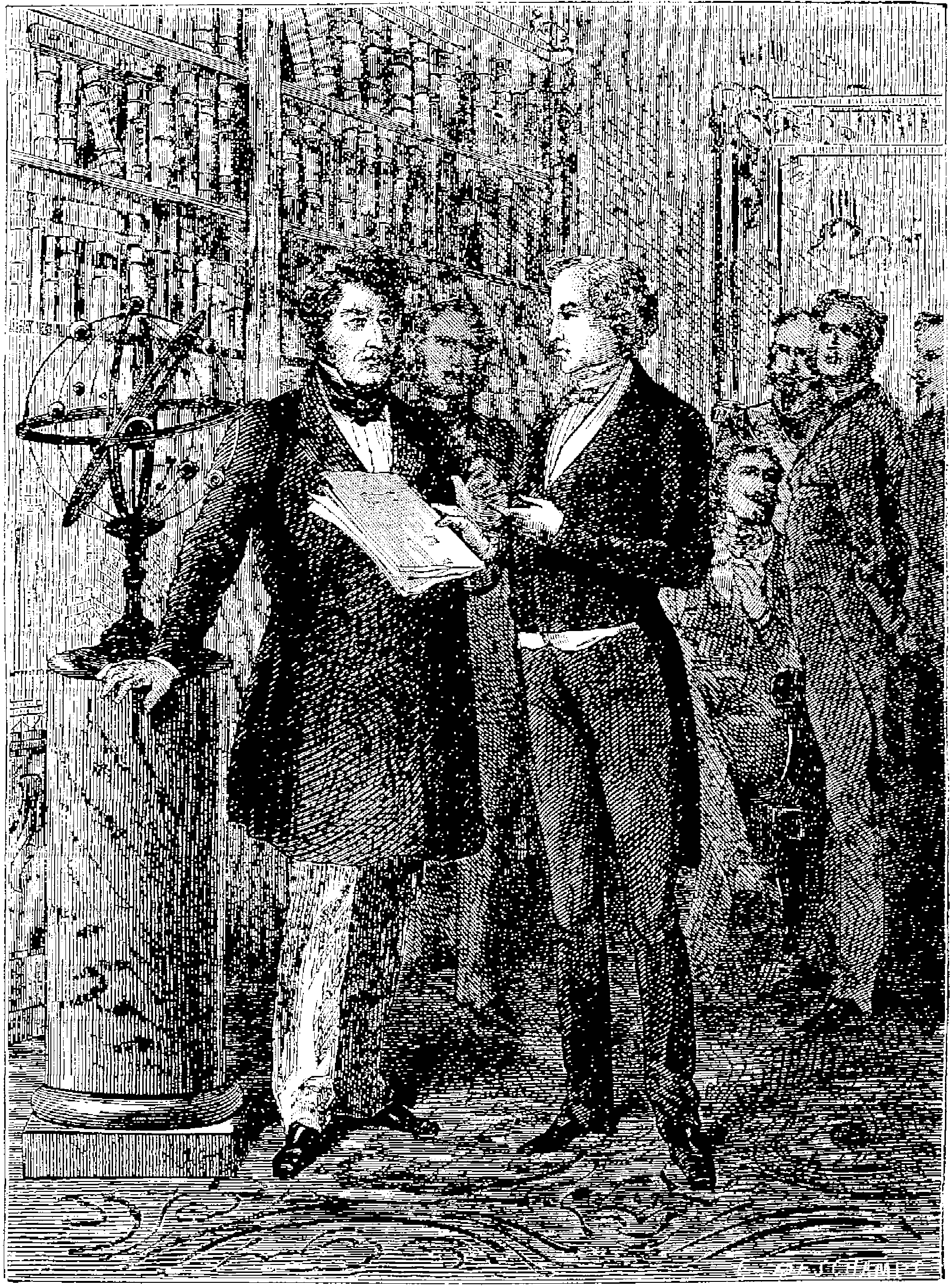
M. Le Verrier reçu par le roi Louis-Philippe, au palais des Tuileries, à l’occasion de sa découverte de la planète Neptune.

Après avoir reçu en Angleterre les nouvelles de la prédiction de juin de Le Verrier, George Airy a immédiatement reconnu la similitude des solutions de Le Verrier et Adams. Jusqu'à ce moment, le travail d'Adams avait été un peu plus qu'une curiosité, mais une confirmation indépendante de Le Verrier incita Airy à organiser une tentative secrète pour trouver la planète. En juillet 1846, lors d'une réunion du Conseil des visiteurs de l'observatoire de Greenwich, avec Challis et Sir John Herschel présents, Airy suggère que Challis cherche la planète d'urgence avec le télescope à monture équatoriale de 11,25 pouces de Cambridge. La recherche débute le 29 juillet. Adams continue à travailler sur le problème, en fournissant à l'équipe britannique six solutions en 1845 et 1846 qui amènent Challis à chercher dans la mauvaise partie du ciel. Ce n'est qu'après que la découverte de Neptune a été annoncée à Paris et à Berlin qu'il est devenu évident que Neptune avait été observée à Cambridge le 8 août et le 12 août. Cependant, puisque Challis n'avait pas une carte d'étoiles à jour, elle n'a pas été reconnue comme une planète.
Le Verrier donne une position précise du corps perturbateur dans un second mémoire présenté à une réunion publique de l'Académie le 31 août 1846, donnant maintenant la masse et l'orbite du nouveau corps. Peu après, il écrit à plusieurs astronomes étrangers qu’il sait disposer d’instruments puissants et surtout de bonnes cartes du ciel qui n’existent pas non plus à l’Observatoire de Paris. D’ailleurs, malgré les efforts d’Arago, on ne découvrira pas la planète à Paris.
Johann Gottfried Galle de l'Observatoire de Berlin reçoit la lettre de Le Verrier le 23 septembre et se met immédiatement au travail en observant le soir-même la région suggérée par Le Verrier avec son télescope de 23 centimètres. L'étudiant de Galle, Heinrich Louis d'Arrest, suggère qu'une carte du ciel récemment dessinée de l'emplacement du ciel suggéré par Le Verrier pourrait être comparée avec les nouvelles observations afin de chercher la caractéristique de déplacement d'une planète par opposition à une étoile fixe. Galle passe au peigne fin toutes les étoiles de la région, pendant que Louis d'Arrest vérifie si l'astre observé est répertorié sur les cartes stellaires récentes de Bremiker. 
Neptune est découverte peu après minuit, après moins d'une heure de recherche et à moins de 1 degré de la position que Le Verrier avait prédite. Il attend quelques heures pour vérifier si l'astre a bien bougé, avant de confirmer qu'il s'agit bien de la planète recherchée. Après deux nuits supplémentaires d'observations dans lesquelles sa position et son mouvement sont vérifiés, Galle répond à Le Verrier : « la planète dont vous avez calculé la position existe vraiment » (mis en évidence dans l'original)[réf. souhaitée].
Outre-Manche, la déception est grande. Challis apprend la découverte en lisant le Times. En revoyant ses notes, il découvre même qu'il a observé Neptune deux fois depuis le 1er août. Une vive polémique s'ensuit jusque dans la presse. Les Britanniques ressortent les papiers d'Adams s'écriant que la découverte leur revient. À l'annonce de la découverte, Herschel, Challis et Richard Sheepshanks, ministre des affaires étrangères à la Royal Astronomical Society, annoncent qu'Adams avait déjà calculé la position et les caractéristiques de la planète. De leur côté, les Français réfutent en rappelant que seule une publication officielle peut valider la découverte, et refusent de pied ferme que le nom d'Adams figure à côté de celui de Le Verrier dans les livres d'histoire. En juin 1847, Adams et Le Verrier se sont rencontrés pour la première fois à la British Association for the Advancement of Science et ont entretenu par la suite une relation amicale,. Airy a publié plus tard un compte-rendu de la situation, mais cache dans ce dernier que les calculs d'Adams étaient incomplets,.
Par la suite, la planète est observée à de nombreux endroits : à Paris par Le Verrier, à l'observatoire de Poulkovo par Otto Struve, en Angleterre par John Russell et James Challis, et au Vatican par le père Angelo Secchi.
Lors de nouveaux calculs sur les caractéristiques orbitales de Neptune, on s'aperçut que ceux de Le Verrier et Adams étaient faux, bien que tous deux aient annoncé la position de la planète non loin de sa position réelle. Le premier avait déterminé un rayon de 36,154 ua et une excentricité de 0,107 tandis que le second avait trouvé un rayon de 37,25 ua. Le rayon réel de l'orbite de Neptune est 30,1 ua et son excentricité inférieure à 0,009. Par ailleurs, des historiens ont trouvé des éléments qui tendent à montrer que les solutions d'Adams ne convergeaient pas mais variaient par plus de 35 degrés de longitude.

## Paternité de la découverte

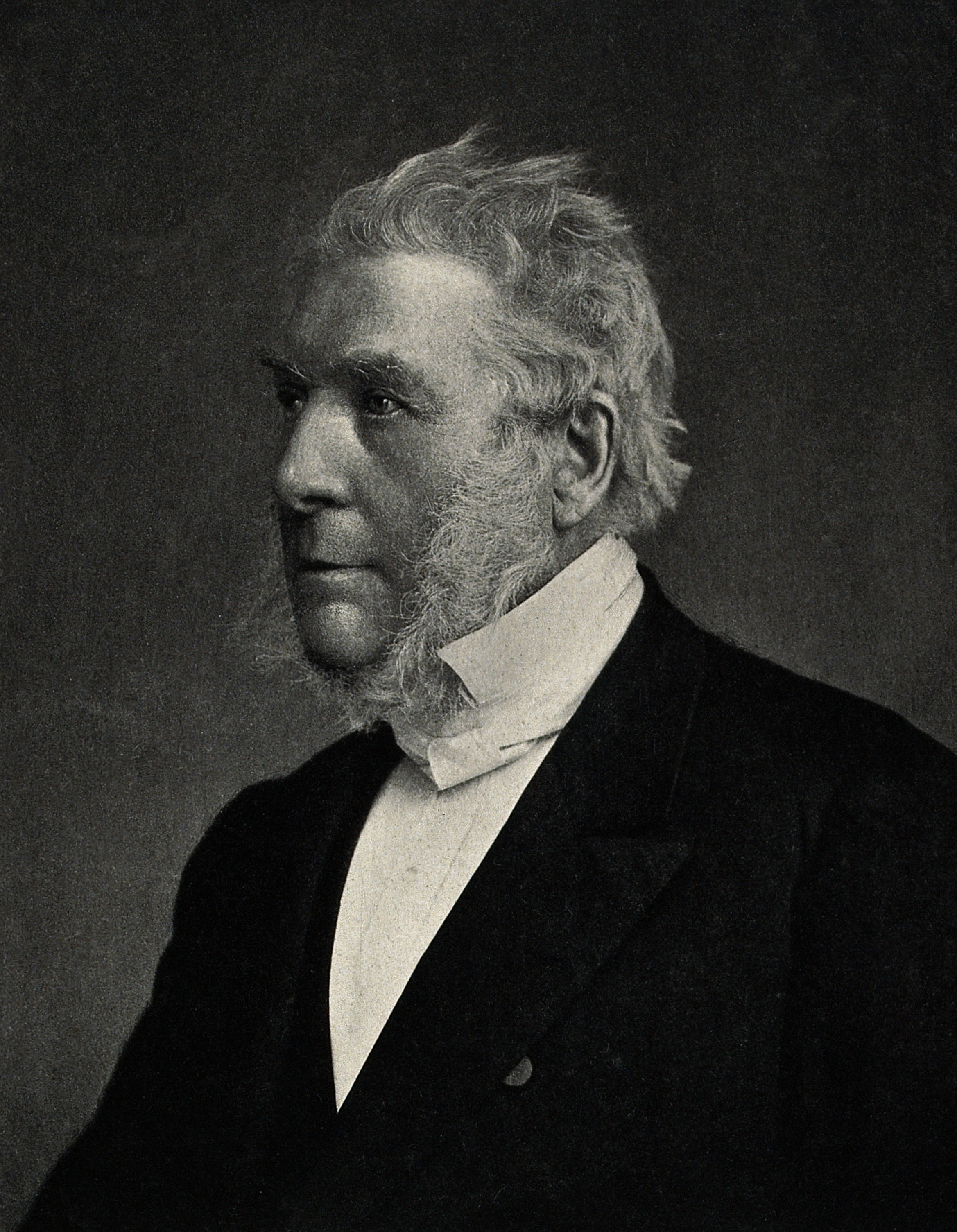
James Whitbread a fortement critiqué Airy de ne pas avoir su reconnaître la découverte d'Adams.

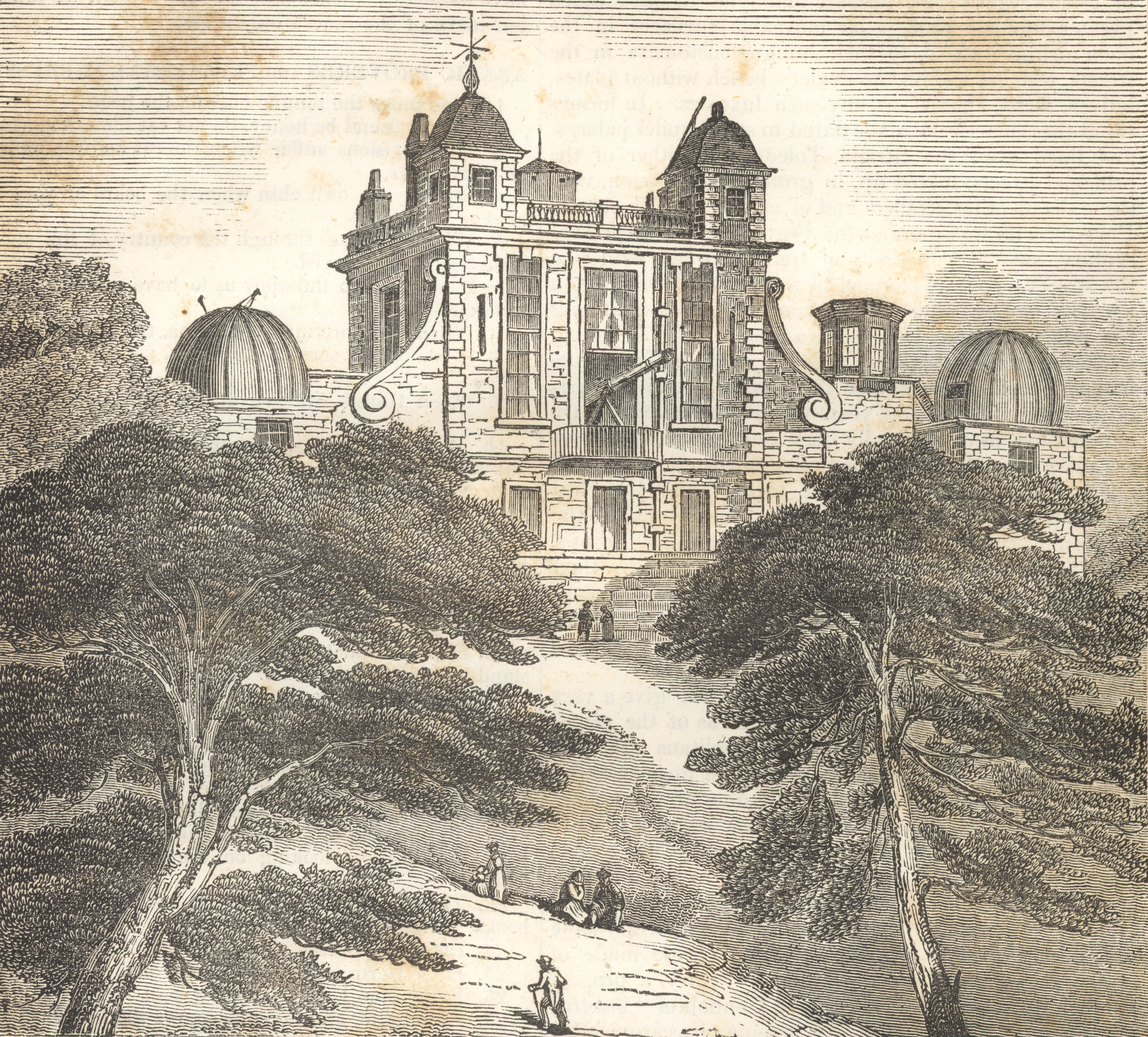
Observatoire royal de Greenwich (vers 1833).

Une vive controverse s'est développée en France et en Angleterre à propos des mérites accordés aux deux astronomes. Airy a été fortement critiqué en Angleterre, particulièrement par le mathématicien James Whitbread, pour ne pas avoir, avec Challis, joué correctement leur rôle de mentors et d'avoir soutenu le talent d'Adams, jeune homme timide et réticent à publier des résultats pouvant ruiner sa carrière. Airy a défendu son comportement, en affirmant que la recherche d'une planète n'était pas le rôle de l'Observatoire royal de Greenwich. Dans l'ensemble, Airy a été défendu par ses biographes. Adams affirme cependant n'avoir ressenti aucune déception envers Challis et Airy. Il reconnaît avoir échoué lui-même à convaincre ses pairs de la valeur de ses travaux : « Je ne pouvais pas espérer que les astronomes d'expérience, qui étaient déjà occupés par d'importants travaux, pourraient avoir autant confiance en mes résultats que moi-même ».
En France, la défense d'un Anglais inconnu a été ressentie comme portant atteinte au crédit accordé aux réalisations d'Urbain Le Verrier. L'année de la découverte, la Royal Society décerne la médaille Copley au scientifique pour ses réalisations, sans mentionner Adams. Malgré cela, la réputation académique d'Adams était déjà assurée.
Certains astronomes britanniques soulignent que les deux astronomes ont résolu indépendamment le problème d'Uranus et attribuent une importance égale à chacun,. Cependant, Adams lui-même a reconnu publiquement que Le Verrier l'avait devancé (en n'oubliant pas de mentionner le rôle de Galle) dans un document qu'il a donné à la Société Royale d'astronomie en novembre 1846 :

« Je souligne ces dates simplement pour montrer que mes résultats ont été obtenus de façon indépendante, et préalablement à la publication de ceux de M. Le Verrier, et non pas avec l'intention de nuire à ses justes revendications par rapport aux honneurs de la découverte, car il n'y a pas de doute que ses recherches ont été rendues publiques en premier et ont conduit à la découverte de la planète par le Dr Galle. Les faits énoncés ci-dessus n'enlèvent rien au crédit de M. Le Verrier. »

— J. C. Adams, On the Perturbation of Uranus
Des critiques ont paru peu de temps après disant qu'Adams et Le Verrier avaient été trop optimistes dans la précision des calculs et avaient surestimé la distance de la planète au Soleil. Cette critique a été analysée en détail par André Danjon en 1946, qui a illustré, à l'aide d'un diagramme, que l'hypothèse des orbites calculées à la fois par Le Verrier et Adams sont très différentes de la vraie orbite de Neptune. 
En 1999, d'anciens documents ont été retrouvés : ils montrent que les prédictions d'Adams variaient et manquaient de précision, s'étendant sur plus de 20 degrés,, ce qui confirme la primauté de Le Verrier[réf. souhaitée].

## Nom de la nouvelle planète
Peu de temps après sa découverte, Neptune fut appelée simplement « la planète extérieure à Uranus » ou comme « planète Le Verrier ». La première suggestion d'un nom vint de Galle. Dans une lettre envoyée à Le Verrier le 25 septembre pour lui dire avoir observé une planète à la position indiquée, il propose de nommer la nouvelle planète « Janus », en hommage au dieu romain des commencements et des fins, des choix et des portes. En Angleterre, Challis mettait en avant le nom d'Océan, un Titan, fils d'Ouranos (équivalent grec d'Uranus).
Revendiquant le droit de nommer sa découverte, Le Verrier a rapidement proposé le nom Neptune pour cette nouvelle planète, tout en déclarant faussement que cela avait été officiellement approuvé par le Bureau des longitudes. En octobre, il a cherché à nommer la planète Le Verrier, en son nom, ayant le soutien fidèle du directeur de l'observatoire, François Arago. Cette suggestion a rencontré une vive résistance hors de France. Les almanachs français ont réintroduit rapidement le nom « Herschel » pour Uranus – d'après le nom de son découvreur Sir William Herschel – et « Leverrier  » pour la nouvelle planète.
Wilhelm Struve s'est prononcé en faveur du nom de Neptune, le 29 décembre 1846, à l'Académie des sciences de Saint-Pétersbourg. Peu de temps après, Neptune est devenu le nom internationalement accepté. Dans la mythologie romaine, Neptune était le dieu de la mer. La demande pour un nom mythologique semblait être en harmonie avec la nomenclature des autres planètes, qui toutes, à l'exception de la Terre, ont été nommées d'un nom de la mythologie grecque et romaine.